# Список Героев Социалистического Труда (Кравец — Ксоврели)
Эта страница является частью списка Героев Социалистического Труда и перечисляет в алфавитном порядке лиц, удостоенных звания Героя Социалистического Труда, чьи фамилии начинаются с буквы «К», от Кравец до Ксоврели.
- Список не включает дважды и трижды Героев Социалистического Труда, а также лиц, лишённых этого звания.
- Список содержит информацию о датах жизни, роде деятельности и дате присвоения звания Героя.
- Герои, удостоенные звания посмертно, выделены в списке  серым цветом .
- Герои, сменившие фамилию после присвоения звания, приводятся в списках дважды, при этом строка с новой фамилией выделяется  бежевым цветом  и не имеет номера.

## Список людей, фамилии которых начинаются с «К»
| Навигационная таблица | Навигационная таблица |
| --------------------- | --------------------- |
| «К»                   | Кабаидзе — Капычина   |
| «К»                   | Кара — Каюшкина       |
| «К»                   | Квакуша — Киптев      |
| «К»                   | Киракосян — Князькин  |
| «К»                   | Кобаидзе — Колядо     |
| «К»                   | Команов — Корякина    |
| «К»                   | Косарев — Коюнлиев    |
| «К»                   | Кравец — Ксоврели     |
| «К»                   | Куандыков — Кулян     |
| «К»                   | Кумаков — Кяяник      |

| №          | Фамилия, имя, отчество                           | Даты жизни              | Деятельность | Дата присвоения | ГС         |
| ---------- | ------------------------------------------------ | ----------------------- | --- | --------------- | ---------- |
| 1          | Кравец Алексей Григорьевич                       | 03.12.1930 — 02.01.2005 | Электросварщик специализированного управления № 12 треста «Укргазспецстрой» Министерства газовой промышленности СССР, гор. Днепропетровск                                                           | 01.07.1966      | [ ГС 1 ]   |
| 2          | Кравец Анастасия Александровна                   | род. 15.04.1926         | Звеньевая колхоза «Большевик» Трояновского района Житомирской области | 06.06.1952      |            |
| 3          | Кравец Антон Филиппович                          | 27.04.1922 — ????       | Командир авиационного звена Украинского управления гражданской авиации Министерства гражданской авиации СССР, гор. Одесса                                                                           | 15.08.1966      | [ ГС 2 ]   |
| 4          | Кравец Константин Петрович                       | 28.09.1928 — 01.07.2020 | Тракторист-машинист колхоза имени Жданова Саракташского района Оренбургской области | 29.11.1968      | [ ГС 3 ]   |
| 5          | Кравец Павел Леонтьевич                          | 16.02.1913 — ????       | Управляющий фермой молочного совхоза «Кайманачихинский» Министерства совхозов СССР, Иртышский район Павлодарской области                                                                            | 03.12.1949      | [ ГС 4 ]   |
| 6          | Кравцов Василий Яковлевич                        | 07.04.1911 — 28.12.2000 | Мастер паровозного депо Сватово Донецкой железной дороги, Луганская область | 01.08.1959      | [ ГС 5 ]   |
| 7          | Кравцов Иван Семёнович                           | 22.07.1927 — 18.08.2012 | Бригадир плотников-бетонщиков строительного управления «Промстрой» № 3 треста «Криворожаглострой» Министерства строительства предприятий тяжёлой индустрии Украинской ССР, Днепропетровская область | 05.04.1971      | [ ГС 6 ]   |
| 8          | Кравцов Мифодий Акимович                         | 27.04.1912 — ????       | Капитан-механик теплохода «Волго-Балт-102» Северо-Западного речного пароходства Министерства речного флота РСФСР, гор. Ленинград                                                                    | 04.05.1971      | [ ГС 7 ]   |
| 9          | Кравцов Семён Иванович                           | 20.04.1923 — 1985       | Председатель колхоза имени Мичурина Красносулинского района Ростовской области | 08.04.1971      | [ ГС 8 ]   |
| 10         | Кравцова Людмила Михайловна                      | 01.01.1917 — 04.07.1996 | Звеньевая по сахарной свёкле колхоза имени Ленина Рубцовского района Алтайского края | 11.01.1957      | [ ГС 9 ]   |
| 11         | Кравцова Мария Артёмовна                         | 1912—1987               | Звеньевая колхоза «Путь к социализму» Лабинского района Краснодарского края | 06.05.1948      | [ ГС 10 ]  |
| 11.000001  | Кравцова Мария Константиновна                    | 06.07.1922 — 07.10.2004 | Звеньевая колхоза «Заветы Ильича» Канского района Красноярского края | 07.01.1948      | [ ГС 11 ]  |
| 12         | Кравченко Вера Фёдоровна                         | 1908 — 31.05.1982       | Звеньевая зернового совхоза «Крапоткинский» Министерства совхозов СССР, Крапоткинский район Краснодарского края                                                                                     | 11.02.1949      | [ ГС 12 ]  |
| 13         | Кравченко Владимир Данилович                     | 07.01.1938 — 10.02.2017 | Машинист горных выемочных машин шахты «Капитальная» производственного объединения «Южкузбассуголь» Министерства угольной промышленности СССР, Кемеровская область                                   | 26.08.1982      | [ ГС 13 ]  |
| 14         | Кравченко Григорий Артёмович                     | род. 1927               | Комбайнёр совхоза «Севастопольский» Урицкого района Кустанайской области | 08.04.1971      | [ ГС 14 ]  |
| 15         | Кравченко Захарий Захарович                      | 1920 — ????             | Комбайнёр колхоза имени Октябрьской революции Фрунзовского района Одесской области | 23.06.1966      | [ ГС 15 ]  |
| 16         | Кравченко Иван Степанович                        | род. 15.03.1935         | Машинист листоформовочной машины Киевского комбината асбоцементных изделий Министерства промышленности строительных материалов Украинской ССР                                                       | 28.07.1966      |            |
| 17         | Кравченко Леонид Сафронович                      | 1902—1970               | Главный агроном Сальковского свеклосовхоза Министерства пищевой промышленности СССР, Гайворонский район Одесской области                                                                            | 06.10.1951      | [ ГС 16 ]  |
| 18         | Кравченко Лидия Никитична                        | 22.02.1928 — 21.12.2003 | Доярка колхоза имени XX съезда КПСС Новоукраинского района Кировоградской области | 22.03.1966      | [ ГС 17 ]  |
| 19         | Кравченко Николай Васильевич                     | 28.11.1915 — 1986       | Звеньевой колхоза имени Орджоникидзе Коста-Хетагуровского района Северо-Осетинской АССР | 09.03.1948      | [ ГС 18 ]  |
| 20         | Кравченко Николай Иванович                       | 13.12.1924 — 08.08.1997 | Председатель колхоза «Украина» Лубенского района Полтавской области | 23.06.1966      | [ ГС 19 ]  |
| 21         | Кравченко Николай Иванович                       | 19.08.1929 — 04.11.2010 | Бригадир арматурщиков строительного управления «Промстрой» треста «Енакиевтяжстрой» Сталинского совнархоза                                                                                          | 09.08.1958      | [ ГС 20 ]  |
| 22         | Кравченко Николай Михайлович                     | 17.12.1926 — 04.08.2012 | Председатель колхоза имени Карла Маркса Ташлинского района Оренбургской области | 08.04.1971      | [ ГС 21 ]  |
| 22.000002  | Кравченко Нина Васильевна                        | 27.12.1927 — 08.06.2014 | Рабочая семеноводческого совхоза «Лабинский» Министерства совхозов СССР, Лабинский район Краснодарского края                                                                                        | 17.08.1950      | [ ГС 22 ]  |
| 23         | Кравченко Пётр Степанович                        | 1913 — ????             | Председатель колхоза имени Кирова Золочевского района Харьковской области | 26.02.1958      | [ ГС 23 ]  |
| 24         | Кравченко Семён Евдокимович                      | 20.04.1914 — 30.06.1991 | Директор семеноводческого совхоза «Лабинский» Лабинского района Краснодарского края | 23.06.1966      | [ ГС 24 ]  |
| 25         | Кравченко Семён Фёдорович                        | 1914 — ????             | Председатель колхоза «Путь Ильича» Красноармейского района Донецкой области | 23.06.1966      |            |
| 26         | Кравченко Татьяна Павловна                       | род. 1927               | Звеньевая колхоха «Жовтень» Каменского района Кировоградской области | 13.05.1948      |            |
| 27         | Кравчук Владимир Иванович                        | 23.08.1932 — 03.07.2016 | Звеньевой совхоза «Комсомолец» Анивского района Сахалинской области | 13.03.1981      | [ ГС 25 ]  |
| 28         | Кравчук Екатерина Алексеевна                     | 15.12.1911 — 16.10.1994 | Звеньевая колхоза «Червоний проминь» («Красный луч») Вороновицкого района Винницкой области | 16.02.1948      | [ ГС 26 ]  |
| 29         | Кравчук Наталья Петровна                         | род. 1933               | Доярка колхоза «Украина» Винницкого района Винницкой области | 06.09.1973      |            |
| 29.000003  | Кравчук Римма Александровна                      | род. 03.04.1926         | Директор элитно-семеноводческого совхоза «Шаровка» Ярмолинецкого района Хмельницкой области | 23.06.1966      | [ ГС 27 ]  |
| 30         | Краев Галактион Карпович                         | 06.07.1912 — 12.06.1998 | Слесарь Баранчинского электромеханического завода имени М. И. Калинина Министерства электротехнической промышленности СССР, Свердловская область                                                    | 08.08.1966      | [ ГС 28 ]  |
| 31         | Крайнева Евдокия Андреевна                       | 21.02.1902 — 11.09.1989 | Звеньевая семеноводческого колхоза «Свобода» Пучежского района Ивановской области | 09.06.1950      | [ ГС 29 ]  |
| 32         | Крайнов Григорий Ильич                           | род. 08.07.1935         | Тракторист колхоза «Луч Октября» Новоузенского района Саратовской области | 08.04.1971      | [ ГС 30 ]  |
| 33         | Крайнов Иван Алексеевич                          | 13.09.1918 — 10.2005    | Бригадир колхоза «Мировой Октябрь» Арзамасского района Горьковской области | 23.06.1966      | [ ГС 31 ]  |
| 34         | Краковецкая Мария Демьяновна                     | 01.01.1921 — 04.04.2007 | Звеньевая колхоза имени Сталина Ружичнянского района Каменец-Подольской области | 16.02.1948      | [ ГС 32 ]  |
| 35         | Краличек Пётр Иванович                           | 1917 — 21.06.1993       | Комбайнёр Чехоградской МТС Мелитопольского района Запорожской области | 04.02.1952      | [ ГС 33 ]  |
| 36         | Крамарев Василий Константинович                  | 28.02.1920 — 13.06.1999 | Председатель колхоза «Коммунар» Уссурийского района Приморского края | 22.03.1966      | [ ГС 34 ]  |
| 37         | Крамаренко Василий Тимофеевич                    | 15.02.1929 — 10.12.2016 | Бригадир колхоза имени Чапаева Таращанского района Киевской области | 08.12.1973      | [ ГС 35 ]  |
| 38         | Крамаренко Владимир Нестерович                   | 1932 — ????             | Звеньевой совхоза имени Димитрова Жовтневого района Николаевской области | 22.12.1977      |            |
| 39         | Крамаренко Мария Григорьевна                     | 10.10.1923 — 24.10.1994 | Доярка колхоза имени Чапаева Семёновского района Полтавской области | 22.03.1966      | [ ГС 36 ]  |
| 40         | Крамарь Мария Трофимовна                         | 11.04.1912 — 12.11.1988 | Звеньевая колхоза имени Хрущёва Ярмолинецкого района Каменец-Подольской области | 16.02.1948      | [ ГС 37 ]  |
| 41         | Крамская Ульяна Степановна                       | 1917 — ????             | Звеньевая Ново-Ивановского свеклосовхоза Министерства пищевой промышленности СССР, Близнюковский район Харьковской области                                                                          | 30.04.1948      |            |
| 41.000004  | Крапива Кондрат (Атрахович Кондрат Кондратьевич) | 05.03.1896 — 07.01.1991 | Белорусский писатель, академик и вице-президент Академии наук Белорусской ССР, гор. Минск | 16.06.1975      | [ ГС 38 ]  |
| 42         | Крапивин Леонтий Карпович                        | 26.06.1928 — 07.07.1998 | Токарь Новокубанского районного объединения «Сельхозтехника», Краснодарский край | 08.04.1971      | [ ГС 39 ]  |
| 43         | Крапивина Зинаида Григорьевна                    | 25.10.1916 — 27.07.1990 | Свинарка племенного свиноводческого совхоза «Юргинский» Юргинского района Кемеровской области | 22.03.1966      | [ ГС 40 ]  |
| 44         | Крапивкин Николай Семёнович                      | 19.08.1933 — 20.12.1999 | Машинист вращающихся печей цементного завода «Пролетарий» комбината «Новоросцемент» Министерства промышленности строительных материалов СССР, гор. Новороссийск Краснодарского края                 | 08.01.1974      | [ ГС 41 ]  |
| 45         | Красаускас Бенадас Мартинович                    | 1893 — ????             | Председатель колхоза «Ауксине варпа» Расейнского района Литовской ССР | 22.03.1966      |            |
| 46         | Красиков Трофим Васильевич                       | 15.03.1900 — 02.04.1972 | Председатель колхоза имени Мичурина Ковернинского района Горьковской области | 12.03.1958      | [ ГС 42 ]  |
| 47         | Красикова Александра Егоровна                    | 1919—1984               | Мастер машинного доения колхоза «Вперёд к коммунизму» Плавского района Тульской области | 22.03.1966      | [ ГС 43 ]  |
| 48         | Красикова Антонина Тимофеевна                    | 21.09.1919 — 23.03.2014 | Ткачиха фабрики «Рабочий» Ленинградского совнархоза | 07.03.1960      | [ ГС 44 ]  |
| 49         | Красикова Екатерина Фёдоровна                    | 04.07.1928 — 21.04.2017 | Звеньевая колхоза «Красный Октябрь» Лево-Россошанского района Воронежской области | 18.01.1948      | [ ГС 45 ]  |
| 50         | Красилов Алексей Александрович                   | 22.03.1929 — 01.08.1992 | Фрезеровщик Марийского машиностроительного завода Министерства радиопромышленности СССР, гор. Йошкар-Ола                                                                                            | 26.04.1971      | [ ГС 46 ]  |
| 51         | Красильников Пётр Ефимович                       | 22.05.1909 — 29.01.1990 | Горновой доменного цеха Новотульского металлургического завода, Тульская область | 19.07.1958      |            |
| 52         | Красильников Пётр Федотович                      | 13.07.1908 — 07.09.1973 | Управляющий трестом «Иркутскалюминстрой» Министерства строительства РСФСР, Иркутская область | 11.08.1966      | [ ГС 47 ]  |
| 53         | Красичков Вячеслав Прокофьевич                   | 10.10.1898 — 16.06.1978 | Заведующий отделом селекции Таджикского научно-исследовательского института сельского хозяйства | 30.04.1966      | [ ГС 48 ]  |
| 54         | Красневич Мария Ивановна                         | 20.02.1932 — 24.04.2019 | Звеньевая колхоза имени Жданова Рудковского района Дрогобычской области | 27.07.1954      | [ ГС 49 ]  |
| 55         | Красненьков Михаил Михайлович                    | 1902 — 25.10.1987       | Директор Еланского конного завода № 31 Красавского района Саратовской области | 20.11.1958      | [ ГС 50 ]  |
| 56         | Красников Иван Григорьевич                       | 1913—1979               | Старший чабан колхоза «Россия» Апанасенковского района Ставропольского края | 22.03.1966      | [ ГС 51 ]  |
| 57         | Краснобаев Василий Алексеевич                    | 08.01.1922 — 07.05.1998 | Главный агроном совхоза имени Тимирязева Джанкойского района Крымской области | 23.06.1966      | [ ГС 52 ]  |
| 58         | Краснобаева Александра Петровна                  | 08.04.1922 — 28.12.2006 | Звеньевая колхоза «Украина» Васильковского района Киевской области | 08.04.1971      | [ ГС 53 ]  |
| 59         | Краснобаева Прасковья Сидоровна                  | род. 1922               | Звеньевая колхоза имени 18 партсъезда Верхубинского района Восточно-Казахстанской области | 20.05.1949      | [ ГС 54 ]  |
| 60         | Краснов Владимир Павлович                        | 03.11.1924 — 16.05.2001 | Генеральный директор производственного объединения «Комета» — генеральный директор завода «Комета» Министерства судостроительной промышленности СССР, гор. Ульяновск                                | 02.02.1984      | [ ГС 55 ]  |
| 61         | Краснов Кирилл Сергеевич                         | 27.03.1903 — 08.06.1973 | Старший помощник начальника станции Купянск Северо-Донецкой железной дороги, Харьковская область | 05.11.1943      | [ ГС 56 ]  |
| 62         | Краснов Михаил Леонидович                        | 20.09.1898 — 1987       | Профессор-консультант Четвёртого Главного управления при Министерстве здравоохранения СССР, заведующий кафедрой глазных болезней Центрального института усовершенствования врачей, гор. Москва      | 15.09.1978      | [ ГС 57 ]  |
| 63         | Краснов Михаил Михайлович                        | 31.05.1929 — 24.06.2006 | Директор Всесоюзного научно-исследовательского института глазных болезней Академии медицинских наук СССР, академик АМН СССР, гор. Москва                                                            | 30.05.1979      | [ ГС 58 ]  |
| 64         | Краснов Фёдор Иванович                           | 24.09.1916 — 1975       | Шофёр автоколонны № 1109 Главного Ленинградского управления автомобильного транспорта Министерства автомобильного транспорта и шоссейных дорог РСФСР                                                | 05.10.1966      | [ ГС 59 ]  |
| 65         | Краснова Зоя Игнатьевна                          | 12.05.1938 — 16.01.2014 | Аппаратчица Салаватского нефтехимического комбината имени 50-летия СССР Министерства нефтеперерабатывающей и нефтехимической промышленности СССР, Башкирская АССР                                   | 16.06.1975      | [ ГС 60 ]  |
| 66         | Краснова Клавдия Фёдоровна                       | 02.05.1925 — 12.07.2017 | Звеньевая колхоза имени Ленина Грязнухинского района Алтайского края | 20.05.1949      | [ ГС 61 ]  |
| 67         | Краснопеев Геннадий Иванович                     | 12.04.1941 — 04.03.2025 | Сборщик Ленинградского Адмиралтейского объединения Министерства судостроительной промышленности СССР                                                                                                | 16.12.1981      | [ ГС 62 ]  |
| 68         | Красносельская Мария Семёновна                   | 24.03.1933 — 09.10.1997 | Свинарка колхоза имени Ленина Таращанского района Киевской области | 22.03.1966      | [ ГС 63 ]  |
| 69         | Краснослободцев Василий Андреевич                | 22.01.1921 — 19.09.1993 | Комбайнёр Каменно-Бродской МТС Сосновского района Тамбовской области | 21.01.1952      | [ ГС 64 ]  |
| 70         | Краснощёков Юрий Иванович                        | 25.01.1927 — 24.03.2011 | Директор Научно-исследовательского технологического института Министерства машиностроения СССР, гор. Железнодорожный Московской области                                                             | 29.03.1976      | [ ГС 65 ]  |
| 71         | Краснянский Михаил Лукич                         | 1908 — ????             | Слесарь Конотопского паровозо-вагоноремонтного завода Министерства путей сообщения, Сумская область                                                                                                 | 01.08.1959      | [ ГС 66 ]  |
| 72         | Красовский Александр Аркадьевич                  | 10.04.1921 — 02.06.2003 | Начальник кафедры Военно-воздушной инженерной академии имени Н. Е. Жуковского Министерства обороны СССР, генерал-майор инженерно-технической службы, гор. Москва                                    | 18.02.1981      | [ ГС 67 ]  |
| 73         | Красовский Николай Николаевич                    | 07.09.1924 — 04.04.2012 | Директор Института математики и механики Уральского филиала Академии наук СССР, академик АН СССР, гор. Свердловск                                                                                   | 06.09.1974      | [ ГС 68 ]  |
| 74         | Красовский Пётр Филиппович                       | 1906—1984               | Посадчик участка № 2 шахты «Капитальная-II» треста «Молотовуголь» комбината «Кузбассуголь» Министерства угольной промышленности СССР, гор. Осинники Кемеровской области                             | 26.04.1957      | [ ГС 69 ]  |
| 75         | Красозов Иван Павлович                           | 23.02.1910 — 05.09.1978 | Главный инженер комбината «Сталинуголь» Министерства угольной промышленности западных районов СССР, Сталинская область                                                                              | 28.08.1948      | [ ГС 70 ]  |
| 76         | Крастынь Ян Петрович                             | 16.08.1890 — 24.09.1983 | Заведующий сектором новой и новейшей истории Института истории Академии наук Латвийской ССР, академик АН Латвийской ССР, гор. Рига                                                                  | 01.08.1980      | [ ГС 71 ]  |
| 76.000005  | Красуля Александра Николаевна                    | род. 1927               | Звеньевая колхоза «Вперёд» Хотеньского района Сумской области | 16.02.1948      |            |
| 77         | Красюк Анна Мироновна                            | 1911 — ????             | Звеньевая свиноводческого совхоза «Металлист» Министерства совхозов СССР, Амвросиевский район Сталинской области                                                                                    | 06.04.1949      | [ ГС 72 ]  |
| 78         | Красюк Матрёна Даниловна                         | 21.03.1923 — 30.05.1977 | Звеньевая колхоза «Ленинський шлях» Миргородского района Полтавской области | 23.06.1966      | [ ГС 73 ]  |
| 79         | Краузе Геннадий Леонидович                       | 24.02.1924 — 12.10.2002 | Начальник автокомбината № 1 управления «Мосстройтранс» Главмосавтотранса | 02.04.1981      | [ ГС 74 ]  |
| 80         | Крахмальный Иван Семёнович                       | 1903 — 1966             | Машинист паровозного депо Киев-Пассажирский Юго-Западной железной дороги, Киевская область | 01.08.1959      | [ ГС 75 ]  |
| 81         | Крахотин Филипп Родионович                       | 1904 — 10.1964          | Старший механик конного завода имени Будённого Сальского района Ростовской области | 29.10.1948      | [ ГС 76 ]  |
| 82         | Крашенинников Виктор Григорьевич                 | 20.02.1937 — 03.07.2003 | Фрезеровщик Ульяновского механического завода Министерства радиопромышленности СССР | 16.01.1974      | [ ГС 77 ]  |
| 83         | Краюхин Василий Николаевич                       | 16.01.1921 — 20.09.1977 | Директор совхоза «Красноуфимский» Красноуфимского района Свердловской области | 30.04.1966      | [ ГС 78 ]  |
| 84         | Кревин Валерий Петрович                          | род. 31.05.1929         | Бригадир комплексной бригады строительного треста № 16 Главленинградстроя, гор. Ленинград | 17.07.1980      | [ ГС 79 ]  |
| 85         | Крезов Евгений Владимирович                      | 13.06.1935 — 19.06.2009 | Бригадир водителей автомобилей Каменского автотранспортного предприятия Министерства автомобильного транспорта РСФСР, Пензенская область                                                            | 02.04.1981      | [ ГС 80 ]  |
| 86         | Крейдик Сергей Михайлович                        | 03.12.1909 — 08.05.1980 | Старший агроном Стахановской МТС Октябрьского района Сталинабадской области | 03.05.1949      | [ ГС 81 ]  |
| 87         | Креков Фёдор Андреевич                           | 19.02.1919 — 14.06.2007 | Машинист локомотивного депо Дёма Уфимской железной дороги, Башкирская АССР | 01.08.1959      | [ ГС 82 ]  |
| 88         | Кремень Анатолий Степанович                      | 08.03.1929 — 17.01.2021 | Машинист экскаватора управления механизации № 141 треста № 16 «Нефтестрой» Министерства строительства Белорусской ССР, гор. Новополоцк Витебской области                                            | 15.02.1964      | [ ГС 83 ]  |
| 89         | Кремс Андрей Яковлевич                           | 21.07.1899 — 31.05.1975 | Главный геолог, заместитель начальника управления по науке Ухтинского территориального геологического управления Министерства геологии РСФСР, доктор геолого-минералогических наук, Коми АССР       | 16.06.1969      | [ ГС 84 ]  |
| 90         | Кренёв Афанасий Семёнович                        | 19.10.1925 — 26.07.2007 | Бригадир комплексной бригады передвижной механизированной колонны № 240 треста «Свердловсксовхозстрой» Министерства сельского строительства РСФСР, Свердловская область                             | 07.05.1971      | [ ГС 85 ]  |
| 91         | Крепс Евгений Михайлович                         | 01.05.1899 — 04.10.1985 | Директор Института эволюционной физиологии имени И. М. Сеченова, академик Академии наук СССР, гор. Ленинград                                                                                        | 13.03.1969      | [ ГС 86 ]  |
| 92         | Крепышев Вячеслав Александрович                  | 22.02.1913 — 13.03.2005 | Мастер леса Антроповского леспромхоза Костромской области | 05.10.1957      | [ ГС 87 ]  |
| 93         | Кресан Варвара Игнатьевна                        | 1907 — ????             | Доярка колхоза имени Фрунзе Нежинского района Черниговской области | 22.03.1966      | [ ГС 88 ]  |
| 94         | Кретавичюс Генрикас Константинович               | 1928—2005               | Председатель колхоза «Риту аушра» Кедайнского района Литовской ССР | 24.07.1986      | [ ГС 89 ]  |
| 95         | Кретинин Иван Степанович                         | 20.09.1926 — 21.10.2008 | Машинист скрепера дорожно-строительного управления № 23 Министерства строительства и эксплуатации автомобильных дорог Украинской ССР, Харьковская область                                           | 04.05.1971      | [ ГС 90 ]  |
| 96         | Кретинин Иван Терентьевич                        | род. 1931               | Бригадир проходчиков Кадамджайского рудника Южного горно-металлургического комбината имени Фрунзе Министерства цветной металлургии СССР, Ошская область                                             | 20.05.1966      | [ ГС 91 ]  |
| 97         | Кретов Василий Елизарович                        | 10.07.1910 — 02.02.1987 | Бригадир колхоза «Ударник» Минусинского района Красноярского края | 10.04.1948      | [ ГС 92 ]  |
| 98         | Кретова Варвара Яковлевна                        | 27.11.1921 — 22.03.1998 | Птичница колхоза имени Пушкина Фатежского района Курской области | 08.04.1971      | [ ГС 93 ]  |
| 99         | Крецул Дмитрий Владимирович                      | 30.04.1933 — 20.04.2008 | Бригадир комплексной бригады строительного управления № 28 Тираспольского строительного треста Министерства жилищно-гражданского строительства Молдавской ССР                                       | 08.01.1974      | [ ГС 94 ]  |
| 100        | Кречун Владимир Козьмович                        | род. 1922               | Бригадир колхоза «Победа Октября» Единецкого района Молдавской ССР | 30.04.1966      |            |
| 101        | Крещенецкий Никита Аверкович                     | 07.05.1907 — 1991       | Председатель колхоза имени Петровского Тростянецкого района Винницкой области | 22.03.1966      | [ ГС 95 ]  |
| 102        | Кржижановский Глеб Максимилианович               | 24.01.1872 — 31.03.1959 | Директор Энергетического института Академии наук СССР, академик АН СССР, гор. Москва | 23.01.1957      | [ ГС 96 ]  |
| 103        | Кривенко Никита Акимович                         | 1900 — 27.08.1984       | Начальник станции Нижнеднепровск-Узел Сталинской железной дороги, Днепропетровская область | 01.08.1959      | [ ГС 97 ]  |
| 104        | Кривенко Николай Васильевич                      | род. 1936               | Тракторист колхоза имени Жданова Ракитнянского района Киевской области | 22.12.1977      |            |
| 105        | Кривенко Николай Евдокимович                     | 19.06.1924 — ????       | Проходчик Кировского шахтостроительного управления комбината «Карагандашахтострой» Министерства строительства предприятий тяжёлой индустрии СССР, гор. Караганда                                    | 05.04.1971      | [ ГС 98 ]  |
| 106        | Кривенко Пётр Степанович                         | 09.02.1910 — ????       | Бригадир слесарей-монтажников Ждановского управления «Металлургмонтаж» треста «Металлургмонтаж» Министерства строительства Украинской ССР, Сталинская область                                       | 09.08.1958      | [ ГС 99 ]  |
| 107        | Кривенко Яков Николаевич                         | 04.11.1909 — 18.05.1992 | Начальник Донецкой железной дороги, Сталинская область | 01.08.1959      | [ ГС 100 ] |
| 108        | Кривёнышева Мария Ильинична                      | 02.07.1916 — 28.02.1991 | Мастер машинного доения коров колхоза «Смычка» Великолукского района Псковской области | 22.03.1966      | [ ГС 101 ] |
| 109        | Кривич Александр Алексеевич                      | 08.04.1930 — 22.06.2018 | Комбайнёр колхоза имени XXII партсъезда Староминского района Краснодарского края | 12.03.1982      | [ ГС 102 ] |
| 110        | Кривич Виктор Григорьевич                        | 18.04.1907 — 1989       | Председатель колхоза «3-я пятилетка» Новомосковского района Тульской области | 22.03.1966      | [ ГС 103 ] |
| 111        | Кривич Мария Ивановна                            | 16.05.1913 — 26.07.1968 | Электросварщица цеха № 4 Сумского машиностроительного завода имени М. В. Фрунзе Сумского совнархоза                                                                                                 | 07.03.1960      | [ ГС 104 ] |
| 112        | Кривич Никита Федотович                          | 25.06.1912 — 12.01.1990 | Председатель колхоза «Завет Ильича» Алейского района Алтайского края | 24.09.1949      | [ ГС 105 ] |
| 113        | Кривко Алексей Григорьевич                       | 04.06.1939 — 09.04.2025 | Тракторист совхоза «Еремеевский» Полтавского района Омской области | 19.04.1967      | [ ГС 106 ] |
| 114        | Кривко Михаил Максимович                         | 13.01.1903 — 09.07.1972 | Управляющий отделением конного завода имени Будённого Сальского района Ростовской области | 29.10.1948      | [ ГС 107 ] |
| 115        | Кривобок Николай Свиридонович                    | 06.09.1926 — 20.09.1997 | Проходчик Дегтярского медного рудника Свердловского совнархоза | 09.06.1961      | [ ГС 108 ] |
| 116        | Кривобоков Александр Васильевич                  | 15.02.1929 — 06.04.1990 | Капитан теплохода «Будапешт» Черноморского пароходства Министерства морского флота СССР, гор. Одесса                                                                                                | 09.08.1963      | [ ГС 109 ] |
| 117        | Кривобоков Александр Николаевич                  | 1936—1987               | Горновой Кузнецкого металлургического комбината имени В. И. Ленина Министерства чёрной металлургии СССР, Кемеровская область                                                                        | 29.03.1982      | [ ГС 110 ] |
| 118        | Кривов Тимофей Степанович                        | 05.03.1886 — 16.08.1966 | Ветеран революционного движения, персональный пенсионер, гор. Москва | 16.03.1966      | [ ГС 111 ] |
| 119        | Кривова Мария Калистратовна                      | род. 20.07.1936         | Бригадир маляров-штукатуров отделочного строительного управления № 10 СПАО «Химстрой» Министерства среднего машиностроения СССР, гор. Северск Томской области                                       | 05.06.1984      | [ ГС 112 ] |
| 120        | Кривой Пётр Михайлович                           | род. 1930               | Комбайнёр совхоза имени Коминтерна Голопристанского района Херсонской области | 08.12.1973      |            |
| 121        | Кривокора Алексей Михайлович                     | 16.10.1927 — 12.08.2004 | Сталевар Златоустовского металлургического завода Министерства чёрной металлургии СССР, Челябинская область                                                                                         | 22.03.1966      | [ ГС 113 ] |
| 122        | Криволапов Гавриил Ильич                         | 23.03.1902 — 1968       | Председатель колхоза «Шлях Ленина» Харьковского района Харьковской области | 26.02.1958      | [ ГС 114 ] |
| 123        | Кривонос Пётр Фёдорович                          | 12.07.1910 — 19.10.1980 | Начальник Северо-Донецкой железной дороги Народного Комиссариата путей сообщения СССР, генерал-директор тяги 2-го ранга, Сталинская область                                                         | 05.11.1943      | [ ГС 115 ] |
| 124        | Кривоносов Пётр Тимофеевич                       | 17.01.1907 — 23.02.1985 | Комбайнёр молочного совхоза «Усть-Уйский» Министерства совхозов СССР, Усть-Уйский район Курганской области                                                                                          | 07.06.1951      | [ ГС 116 ] |
| 125        | Криворотенко Михаил Леонтьевич                   | 30.11.1938 — 03.09.2004 | Звеньевой колхоза «Россия» Верхнеднепровского района Днепропетровской области | 23.06.1966      | [ ГС 117 ] |
| 126        | Криворотов Владимир Иванович                     | 26.01.1929 — 13.01.2012 | Председатель колхоза «Россия» Красногвардейского района Крымской области | 22.12.1977      | [ ГС 118 ] |
| 127        | Криворучко Григорий Семёнович                    | 03.01.1914 — 29.10.1973 | Бригадир зернового совхоза имени Орджоникидзе Министерства совхозов СССР, Азербайджанская ССР | 05.04.1948      | [ ГС 119 ] |
| 128        | Криворучко Надежда Михайловна                    | 08.08.1937 — 26.03.2015 | Мастер машинного доения коров колхоза имени Куйбышева Кременчугского района Полтавской области | 08.04.1971      | [ ГС 120 ] |
| 129        | Кривоусов Борис Алексеевич                       | 04.07.1923 — 29.12.1982 | Директор комбината «Уралэлектромедь» Министерства цветной металлургии СССР, Свердловская область | 02.03.1981      | [ ГС 121 ] |
| 130        | Кривохижа Александр Зиновьевич                   | 1900 — ????             | Бригадир колхоза «Заветы Ильича» Краснотуранского района Красноярского края | 10.04.1948      | [ ГС 122 ] |
| 131        | Кривошапкин Борис Васильевич                     | 04.03.1928 — 26.08.1989 | Дорожный мастер Котласской дистанции пути Северной железной дороги, Архангельская область | 04.05.1971      | [ ГС 123 ] |
| 132        | Кривошапкин Герасим Афанасьевич                  | 10.03.1908 — 15.11.1953 | Заведующий коневодческой фермой колхоза «Красная Звезда» Оймяконского района Якутской АССР | 30.06.1949      | [ ГС 124 ] |
| 133        | Кривошеев Василий Михайлович                     | 1908 — ????             | Фрезеровщик 4-го Государственного подшипникового завода Министерства автомобильной промышленности СССР, гор. Куйбышев                                                                               | 22.08.1966      | [ ГС 125 ] |
| 134        | Кривошеев Егор Сергеевич                         | 12.11.1929 — 08.2020    | Дояр колхоза «Путь Ленина» Ейского района Краснодарского края | 22.03.1966      | [ ГС 126 ] |
| 135        | Кривошеев Николай Михайлович                     | 03.10.1927 — 17.10.2015 | Машинист крана строительно-монтажного поезда № 167 треста «Гортрансстрой» Министерства транспортного строительства СССР, Горьковская область                                                        | 07.05.1971      | [ ГС 127 ] |
| 136        | Кривошеин Николай Афанасьевич                    | 20.05.1908 — 30.12.1976 | Главный конструктор Центрального конструкторского бюро тяжёлого машиностроения Государственного комитета Совета Министров СССР по оборонной технике, гор. Москва                                    | 17.06.1961      | [ ГС 128 ] |
| 137        | Кривошей Надежда Михайловна                      | 10.03.1921 — 17.07.2005 | Звеньевая колхоза имени Карла Маркса Краснозёрского района Новосибирской области | 19.03.1947      | [ ГС 129 ] |
| 138        | Кривошея Надежда Самсоновна                      | 07.11.1929 — 05.11.1999 | Звеньевая колхоза имени Щорса Мироновского района Киевской области | 22.12.1977      | [ ГС 130 ] |
| 139        | Кривошея Николай Григорьевич                     | 19.12.1914 — 16.08.1974 | Заведующий районным отделом сельского хозяйства Богодуховского района Харьковской области | 07.05.1948      | [ ГС 131 ] |
| 140        | Кривуля Иван Васильевич                          | 02.03.1904 — ????       | Председатель колхоза «14-я годовщина Октябрьской революции» Ярославского района Краснодарского края                                                                                                 | 06.05.1948      | [ ГС 132 ] |
| 140.000006 | Кривцова Таисия Георгиевна                       | 13.01.1929 — 28.01.2006 | Звеньевая совхоза «Анжерский» Министерства совхозов СССР, Анжеро-Судженский район Кемеровской области                                                                                               | 03.07.1950      |            |
| 141        | Крижановская Нина Ивановна                       | 1904 — ????             | Звеньевая семеноводческого совхоза «Вознесенский» Министерства совхозов СССР, Вознесенский район Николаевской области                                                                               | 14.04.1949      |            |
| 142        | Кризько Назар Петрович                           | 1884 — 30.04.1961       | Председатель колхоза «Красный маяк» Минусинского района Красноярского края | 10.04.1948      | [ ГС 133 ] |
| 143        | Криковцев Михаил Петрович                        | 10.11.1926 — 12.11.1997 | Слесарь локомотивного депо станции имени Максима Горького Приволжской железной дороги, Волгоградская область                                                                                        | 04.05.1971      | [ ГС 134 ] |
| 144        | Крикотин Степан Павлович                         | 27.12.1910 — 09.04.1985 | Буровой мастер Хайдарканской геологоразведочной партии Управления геологии и охраны недр при Совете Министров Киргизской ССР                                                                        | 29.04.1963      | [ ГС 135 ] |
| 145        | Крикун Антон Андреевич                           | 13.05.1897 — 12.08.1975 | Старший зоотехник птицеводческого совхоза «Загорский» Министерства совхозов СССР, Загорский район Московской области                                                                                | 07.02.1952      | [ ГС 136 ] |
| 146        | Крикун Любовь Ивановна                           | род. 20.02.1930         | Свинарка колхоза «Перше травня» Остёрского района Черниговской области | 26.02.1958      | [ ГС 137 ] |
| 147        | Крикун Николай Павлович                          | 10.10.1919 — 23.10.2000 | Агроном-садовод колхоза имени Дзержинского Компанеевского района Кировоградской области | 08.04.1971      | [ ГС 138 ] |
| 148        | Крикунов Алексей Матвеевич                       | 20.03.1915 — 05.08.1997 | Мастер Пятигорского мясокомбината Министерства мясной и молочной промышленности РСФСР, Ставропольский край                                                                                          | 14.06.1966      | [ ГС 139 ] |
| 149        | Крикунова Матрёна Павловна                       | 10.11.1922 — 25.11.2004 | Скотница колхоза имени 17-й партконференции Кировского района Черкесской автономной области | 02.10.1950      | [ ГС 140 ] |
| 149.000007 | Криль Мария Алексеевна                           | 1917 — ????             | Доярка Ананьевского свеклосовхоза Министерства пищевой промышленности СССР, Краснокутский район Харьковской области                                                                                 | 25.09.1952      |            |
| 150        | Криницин Андрей Андрианович                      | 1897—1967               | Бригадир колхоза «Большевик» Кунгурского района Молотовской области | 19.03.1948      | [ ГС 141 ] |
| 151        | Криницкий Григорий Александрович                 | 20.03.1922 — 29.09.1995 | Бригадир колхоза «Радянське село» Лебединского района Сумской области | 16.02.1948      | [ ГС 142 ] |
| 152        | Криниченко Павел Петрович                        | 1888 — ????             | Звеньевой колхоза «Всемирное пламя» Саркандского района Талды-Курганской области | 28.03.1948      | [ ГС 143 ] |
| 153        | Кристманн Анатолий Александрович                 | 18.05.1934 — 24.07.1989 | Бригадир животноводческой фермы совхоза «Пыдрангу» Раквереского района Эстонской ССР | 06.09.1973      |            |
| 154        | Крисько Евсей Кузьмич                            | 05.07.1913 — 06.09.1984 | Бригадир полеводческой бригады совхоза «Сибиряк» Министерства совхозов СССР, Тулунский район Иркутской области                                                                                      | 03.05.1948      | [ ГС 144 ] |
| 155        | Критина Александра Дмитриевна                    | 22.04.1912 — 03.1991    | Свинарка колхоза «Путь Ленина» Лысогорского района Николаевской области | 26.02.1958      | [ ГС 145 ] |
| 156        | Крицкий Иван Андреевич                           | 1885 — ????             | Звеньевой колхоза имени Ленина Алтайского района Хакасской автономной области | 10.04.1948      | [ ГС 146 ] |
| 157        | Кришталевич Ульяна Феоктистовна                  | 27.12.1923 — 11.12.2017 | Первый секретарь Докшицкого райкома Компартии Белоруссии, Витебская область | 12.12.1973      | [ ГС 147 ] |
| 158        | Кройтор Захарий Иванович                         | 1912—1972               | Председатель колхоза «Друмул Ленинист» Котовского района Молдавской ССР | 30.04.1966      |            |
| 159        | Кроливец Иван Зиновьевич                         | 13.10.1914 — ????       | Старший чабан племенного завода «Ильичёвка» Барвенковского района Харьковской области | 08.04.1971      | [ ГС 148 ] |
| 160        | Крон Александр Александрович                     | 13.09.1914 — 25.03.1994 | Токарь Иркутского завода тяжёлого машиностроения имени В. В. Куйбышева Министерства тяжёлого, энергетического и транспортного машиностроения СССР                                                   | 09.07.1966      | [ ГС 149 ] |
| 161        | Кронберг Валентина Викторовна                    | род. 1939               | Бригадир участка фирмы резиновых изделий «Сарканайс квадратс» Министерства нефтеперерабатывающей и нефтехимической промышленности СССР, гор. Рига Латвийской ССР                                    | 20.04.1971      | [ ГС 150 ] |
| 162        | Кронк Леонхард Антонович                         | 27.04.1932 — 22.10.2014 | Помощник мастера Староткацкой фабрики комбината «Кренгольмская мануфактура», гор. Нарва Эстонской ССР                                                                                               | 28.05.1960      | [ ГС 151 ] |
| 163        | Кропачев Михаил Яковлевич                        | 1907—1969               | Буровой мастер Полазненской конторы турбинного бурения Полазненского нефтепромыслового управления Пермского совнархоза                                                                              | 19.03.1959      | [ ГС 152 ] |
| 164        | Кропоткин Виктор Андреевич                       | 27.09.1915 — ????       | Начальник участка цеха Государственного завода «Большевик» Министерства общего машиностроения СССР, гор. Ленинград                                                                                  | 26.04.1971      | [ ГС 153 ] |
| 165        | Кротков Фёдор Григорьевич                        | 28.02.1896 — 20.11.1983 | Заведующий кафедрой радиационной гигиены при Центральном институте усовершенствования врачей, академик Академии медицинских наук СССР, генерал-майор медицинской службы, гор. Москва                | 31.03.1966      | [ ГС 154 ] |
| 166        | Кротов Виктор Васильевич                         | 29.12.1912 — 03.10.1986 | Министр энергетического машиностроения СССР, гор. Москва | 28.12.1982      | [ ГС 155 ] |
| 167        | Кротов Иван Михайлович                           | 20.08.1920 — 20.11.1998 | Дежурный по Надеждинскому отделению Свердловской железной дороги, Свердловская область | 01.08.1959      | [ ГС 156 ] |
| 168        | Кротов Фёдор Фёдорович                           | 25.02.1916 — 09.11.1978 | Бригадир тракторной бригады 1-й Янги-Юльской МТС Ташкентской области | 27.04.1948      | [ ГС 157 ] |
| 169        | Кротова Александра Фокеевна                      | 10.05.1911 — 28.01.2000 | Свинарка колхоза имени Энгельса Верхотурского района Свердловской области | 08.03.1958      | [ ГС 158 ] |
| 170        | Крохалев Матвей Павлович                         | 01.09.1926 — 29.10.2008 | Комбайнер колхоза «Совет» Юсьвинского района Коми-Пермяцкого национального округа | 23.06.1966      | [ ГС 159 ] |
| 170.000008 | Крошкина Зинаида Ивановна                        | 20.12.1919 — 19.05.1995 | Доярка колхоза «Пятилетка» Костромского района Костромской области | 04.07.1949      | [ ГС 160 ] |
| 171        | Кругликова Анна Николаевна                       | 1923 — ????             | Звеньевая совхоза «Нижне-Чуйский» Министерства сельского хозяйства СССР, Кагановичский район Фрунзенской области                                                                                    | 10.07.1950      | [ ГС 161 ] |
| 172        | Круглич Геннадий Михайлович                      | 01.08.1925 — 06.01.2000 | Слесарь-сборщик Киевского завода автоматики имени Г. И. Петровского Министерства судостроительной промышленности СССР                                                                               | 25.07.1966      | [ ГС 162 ] |
| 173        | Круглов Алексей Дмитриевич                       | 20.08.1929 — 30.12.2000 | Токарь-карусельщик Калужского турбинного завода Министерства судостроительной промышленности СССР                                                                                                   | 26.04.1971      | [ ГС 163 ] |
| 174        | Круглов Борис Семёнович                          | 13.06.1928 — ????       | Регулировщик завода «Водтрансприбор» научно-производственного объединения «Океанприбор» Министерства судостроительной промышленности СССР, гор. Ленинград                                           | 23.01.1978      | [ ГС 164 ] |
| 175        | Круглова Клавдия Егоровна                        | 31.12.1908 — 15.01.1986 | Доярка колхоза имени Прохорыча Раменского района Московской области | 07.04.1949      | [ ГС 165 ] |
| 176        | Круглова Лидия Ивановна                          | род. 20.07.1929         | Доярка опытного хозяйства имени Ленина Всесоюзного научно-исследовательского института льна, Торжокский район Калининской области                                                                   | 22.03.1966      |            |
| 177        | Круглова Наталья Николаевна                      | 19.02.1940 — 21.01.2005 | Шлифовщица Московского мебельно-сборочного комбината № 1 Министерства лесной, целлюлозно-бумажной и деревообрабатывающей промышленности СССР, гор. Сходня Химкинского района                        | 17.12.1980      |            |
| 178        | Кругляк Иван Иванович                            | 23.02.1913 — 11.02.1991 | Бывший старший зоотехник, ныне директор племенного свиноводческого совхоза «Никоновское» Министерства совхозов СССР, Бронницкий район Московской области                                            | 08.03.1954      | [ ГС 166 ] |
| 179        | Кругляк Филипп Каленкович                        | 24.12.1905 — 04.01.1970 | Первый секретарь Мелитопольского райкома Компартии Украины, Запорожская область | 26.02.1958      | [ ГС 167 ] |
| 180        | Кругов Геннадий Иванович                         | род. 11.01.1935         | Звеньевой теплично-парникового комбината Омского района Омской области | 10.02.1975      | [ ГС 168 ] |
| 181        | Круминьш Волдемар Кристапович                    | 1922 — ????             | Точный механик Рижского государственного электротехнического завода ВЭФ имени В. И. Ленина Министерства радиопромышленности СССР, Латвийская ССР                                                    | 26.04.1971      | [ ГС 169 ] |
| 182        | Круминьш Волдемар Мартынович                     | 23.08.1931 — 05.06.2015 | Сеточник бумажной фабрики «Лигатне» Совнархоза Латвийской ССР, Цесисский район | 29.06.1961      | [ ГС 170 ] |
| 183        | Крупенина Конкордия Кириковна                    | 22.07.1916 — 23.02.1997 | Бригадир Мильковского совхоза Мильковского района Камчатской области | 30.04.1966      | [ ГС 171 ] |
| 184        | Крупеня Владимир Иванович                        | 15.08.1915 — ????       | Капитан-директор плавучей базы «Армань» Управления активного морского рыболовства Министерства рыбного хозяйства СССР, Приморский край                                                              | 07.07.1966      | [ ГС 172 ] |
| 185        | Крупий Василий Лазаревич                         | 19.05.1929 — 20.06.2007 | Бригадир Днепровского титано-магниевого завода Министерства цветной металлургии СССР, гор. Запорожье                                                                                                | 20.05.1966      | [ ГС 173 ] |
| 186        | Крупка Илья Захарович                            | 22.06.1904 — 23.06.1970 | Бригадир колхоза «Большевик» Ново-Сенжарского района Полтавской области | 10.05.1948      | [ ГС 174 ] |
| 187        | Крупская Анна Михайловна                         | 24.03.1924 — 14.12.1994 | Звеньевая колхоза имени Сильницкого Полоцкого района Витебской области | 30.04.1966      | [ ГС 175 ] |
| 188        | Крупский Анатолий Семёнович                      | 16.08.1937 — 17.11.2002 | Машинист скрепера передвижной механизированной колонны № 18 треста «Янгиерводстрой» Голодностепстроя Министерства мелиорации и водного хозяйства Узбекской ССР, Джизакская область                  | 27.02.1974      | [ ГС 176 ] |
| 189        | Крупский Иван Лазаревич                          | 25.10.1926 — 13.12.1987 | Тракторист-комбайнёр Борковского совхоза Кустанайской области | 11.01.1957      | [ ГС 177 ] |
| 190        | Крупчатников Михаил Яковлевич                    | 05.07.1897 — 30.08.1947 | Конструктор проектно-конструкторского бюро завода «Большевик», генерал-майор технических войск, гор. Ленинград                                                                                      | 28.10.1940      | [ ГС 178 ] |
| 191        | Крупченко Александр Васильевич                   | 16.10.1928 — 10.06.1999 | Бригадир слесарей-сантехников Ждановского специализированного управления № 572 треста «Донбассантехмонтаж» Министерства монтажных и специальных строительных работ СССР, Донецкая область           | 08.06.1978      | [ ГС 179 ] |
| 192        | Крутелёва Мария Степановна                       | 08.1902 — 1975          | Звеньевая колхоза имени Молотова Судиславского района Костромской области | 28.04.1949      | [ ГС 180 ] |
| 193        | Крутихин Аркадий Степанович                      | 05.02.1930 — 06.10.1997 | Бригадир монтажников управления строительства Братского алюминиевого завода Братскгэсстроя Министерства энергетики и электрификации СССР, Иркутская область                                         | 18.03.1976      | [ ГС 181 ] |
| 194        | Крутков Иван Сергеевич                           | 01.07.1930 — 13.09.1998 | Бригадир совхоза «Пермский» Зеленовского района Уральской области | 23.06.1966      | [ ГС 182 ] |
| 195        | Круус Вамбола Юганесович                         | 29.07.1929 — 31.03.2012 | Крановщик Таллинского морского торгового порта Министерства морского флота СССР, Эстонская ССР | 29.07.1966      | [ ГС 183 ] |
| 196        | Круусалу Хильда Юрьевна                          | 13.06.1904 — 15.11.1981 | Бригадир совхоза «Удева» Министерства совхозов СССР, Пайдеский уезд Эстонской ССР | 05.10.1949      | [ ГС 184 ] |
| 197        | Круусма Лейда Юрьевна                            | 31.03.1921 — 03.2020    | Мастер-сыродел Раквереского комбината молочных продуктов Министерства мясной и молочной промышленности Эстонской ССР                                                                                | 14.06.1966      | [ ГС 185 ] |
| 198        | Кручан Мария Ивановна                            | род. 21.01.1928         | Доярка колхоза имени Горького Краснокутского района Харьковской области | 22.03.1966      | [ ГС 186 ] |
| 199        | Кручина Николай Ефимович                         | 14.05.1928 — 26.08.1991 | Первый секретарь Целиноградского обкома Компартии Казахстана | 10.12.1973      | [ ГС 187 ] |
| 200        | Кручинов Василий Фёдорович                       | 1900—1977               | Звеньевой виноградарского совхоза «Мукузиани» Министерства пищевой промышленности СССР, Гурджаанский район Грузинской ССР                                                                           | 04.09.1950      |            |
| 201        | Крыжановская Мария Аврамовна                     | 1910 — ????             | Звеньевая семеноводческого совхоза «Южный» Министерства совхозов СССР, Новоалександровский район Ставропольского края                                                                               | 28.02.1949      | [ ГС 188 ] |
| 202        | Крыжановский Степан Фёдорович                    | 27.12.1912 — 08.06.1976 | Бригадир тракторно-полеводческой бригады Сталинградского совхоза Джетыгаринского района Кустанайской области                                                                                        | 11.01.1957      | [ ГС 189 ] |
| 203        | Крылов Александр Григорьевич                     | род. 08.10.1928         | Настройщик автоматов Ленинградского электромеханического завода «ЛЭМЗ» Министерства приборостроения, средств автоматизации и систем управления СССР                                                 | 20.04.1971      | [ ГС 190 ] |
| 204        | Крылов Алексей Николаевич                        | 15.08.1863 — 26.10.1945 | Член комиссии по научно-техническим военно-морским вопросам Академии наук СССР, академик АН СССР, гор. Ленинград                                                                                    | 13.07.1943      | [ ГС 191 ] |
| 205        | Крылов Алексей Павлович                          | род. 1923               | Работник предприятия Министерства электронной промышленности СССР, гор. Ленинград | 26.04.1971      |            |
| 206        | Крылов Василий Николаевич                        | 1912 — ????             | Слесарь-сантехник жилищно-эксплуатационной конторы № 10 Свердловского района гор. Москвы | 20.12.1966      | [ ГС 192 ] |
| 207        | Крылов Гурий Петрович                            | 1929 — 06.04.1997       | Бригадир комплексной бригады строительного управления № 454 треста «Дальморгидрострой» Министерства транспортного строительства СССР, гор. Находка Приморского края                                 | 02.08.1982      | [ ГС 193 ] |
| 208        | Крылов Порфирий Никитич                          | 22.08.1902 — 15.05.1990 | Художник-сатирик творческого содружества Кукрыниксы, карикатурист газеты «Правда», народный художник СССР, гор. Москва                                                                              | 31.08.1972      | [ ГС 194 ] |
| 209        | Крылова Анна Петровна                            | 16.09.1918 — 30.09.1990 | Звеньевая колхоза «Красный пахарь» Скороднянского района Курской области | 02.01.1948      | [ ГС 195 ] |
| 210        | Крылова Матрёна Алексеевна                       | 1910 — ????             | Сварщица Мытищинского машиностроительного завода Московского областного совнархоза | 07.03.1960      | [ ГС 196 ] |
| 211        | Крылова Нина Георгиевна                          | 12.10.1925 — 08.07.1995 | Врач Балхашской центральной районной больницы Алма-Атинской области | 23.10.1978      | [ ГС 197 ] |
| 212        | Крылова Серафима Константиновна                  | 11.08.1923 — 21.08.1993 | Доярка совхоза «Матвеевский» Парфеньевского района Костромской области | 22.03.1966      | [ ГС 198 ] |
| 213        | Крымгужин Гильметдин Сайфетдинович               | 01.07.1927 — 01.02.1991 | Бригадир полеводческой бригады совхоза «Башкирский» Зилаирского района Башкирской АССР | 08.04.1971      | [ ГС 199 ] |
| 214        | Крыса Пелагея Андреевна                          | 1924 — ????             | Звеньевая колхоза «Червоный заможник» Уманского района Киевской области | 16.02.1948      | [ ГС 200 ] |
| 215        | Крысов Василий Иванович                          | 13.03.1928 — 17.06.2017 | Свинарь совхоза имени Кирова Мари-Турекского района Марийской АССР | 23.12.1976      | [ ГС 201 ] |
| 216        | Крюк Владимир Андреевич                          | 27.07.1927 — 17.03.2004 | Старший оператор Енакиевского металлургического завода Министерства чёрной металлургии Украинской ССР, Донецкая область                                                                             | 30.03.1971      | [ ГС 202 ] |
| 217        | Крюков Александр Александрович                   | 1921 — 24.12.1955       | Комбайнёр Островской МТС Звериноголовского района Курганской области | 14.05.1951      | [ ГС 203 ] |
| 218        | Крюков Анатолий Михайлович                       | 01.10.1924 — 03.07.2000 | Директор совхоза «Светлый путь» Первомайского района Алтайского края | 22.03.1966      | [ ГС 204 ] |
| 219        | Крюков Василий Иванович                          | 12.02.1924 — 08.11.2005 | Начальник Новотроицкого строительно-монтажного управления треста «Стальмонтаж» Министерства монтажных и специальных строительных работ СССР, Оренбургская область                                   | 04.02.1980      | [ ГС 205 ] |
| 220        | Крюков Виктор Иванович                           | 23.10.1915 — 27.02.1987 | Председатель исполкома районного Совета депутатов трудящихся Дергачёвского района Саратовской области                                                                                               | 11.01.1957      | [ ГС 206 ] |
| 221        | Крюков Сергей Сергеевич                          | 10.08.1918 — 01.08.2005 | Начальник проектного отдела ОКБ-1 Государственного комитета Совета Министров СССР по оборонной технике, Московская область                                                                          | 17.06.1961      | [ ГС 207 ] |
| 221.000009 | Крюкова Анна Митрофановна                        | 24.11.1919 — 11.05.2012 | Звеньевая колхоза имени Сталина Курганинского района Краснодарского края | 06.05.1948      | [ ГС 208 ] |
| 222        | Крюкова Валентина Фёдоровна                      | 06.07.1938 — 04.09.2001 | Садчица изделий Семилукского огнеупорного завода Министерства чёрной металлургии СССР, Воронежская область                                                                                          | 05.03.1976      | [ ГС 209 ] |
| 223        | Крючек Пётр Степанович                           | 26.06.1925 — 1998       | Старший буровой мастер Сучанской комплексной экспедиции Приморского геологического управления Министерства геологии РСФСР, Приморский край                                                          | 04.07.1966      | [ ГС 210 ] |
| 224        | Крючков Николай Афанасьевич                      | 07.01.1911 — 13.04.1994 | Актёр киностудии «Мосфильм», народный артист СССР, гор. Москва | 23.12.1980      | [ ГС 211 ] |
| 225        | Крючкова Анна Ивановна                           | 1920 — 09.03.1999       | Доярка колхоза «Горшиха» Ярославского района Ярославской области | 08.04.1971      | [ ГС 212 ] |
| 226        | Крючкова Пелагея Ивановна                        | 01.05.1927 — 16.09.2022 | Начальник цеха Клинского комбината искусственного и синтетического волокна Министерства химической промышленности СССР, Московская область                                                          | 28.05.1966      | [ ГС 213 ] |
| 227        | Кряж Иван Захарович                              | 31.12.1905 — 24.03.1967 | Первый секретарь Старомлиновского райкома Компартии Украины, Сталинская область | 26.02.1958      | [ ГС 214 ] |
| 228        | Крятунова Раиса Андреевна                        | 02.04.1932 — 04.03.2022 | Птичница Сеймовской птицефабрики Дзержинского района Горьковской области | 08.04.1971      | [ ГС 215 ] |
| 229        | Крячко Михаил Иванович                           | 19.09.1926 — 23.11.1995 | Управляющий отделением совхоза «Большевик» Борисовского района Белгородской области | 23.06.1966      | [ ГС 216 ] |
| 230        | Крячко Михаил Семёнович                          | 1882—1960               | Техник-строитель колхоза имени Калинина Ново-Титаровского района Краснодарского края | 31.10.1957      | [ ГС 217 ] |
| 231        | Крячко Степан Петрович                           | 11.06.1916 — 10.12.1994 | Бригадир комплексной бригады колхоза «Свободный труд» Борисовского района Белгородской области | 11.03.1958      | [ ГС 218 ] |
| 232        | Ксёнз Иван Павлович                              | 14.06.1911 — 25.07.1996 | Директор совхоза «Петровский» Добринского района Липецкой области | 08.04.1971      | [ ГС 219 ] |
| 233        | Ксоврели Ольга Панаётовна                        | 1914 — ????             | Бригадир колхоза имени Сталина Болнисского района Грузинской ССР | 06.10.1950      |            |

| Навигационная таблица | Навигационная таблица |
| --------------------- | --------------------- |
| «К»                   | Кабаидзе — Капычина   |
| «К»                   | Кара — Каюшкина       |
| «К»                   | Квакуша — Киптев      |
| «К»                   | Киракосян — Князькин  |
| «К»                   | Кобаидзе — Колядо     |
| «К»                   | Команов — Корякина    |
| «К»                   | Косарев — Коюнлиев    |
| «К»                   | Кравец — Ксоврели     |
| «К»                   | Куандыков — Кулян     |
| «К»                   | Кумаков — Кяяник      |